# Der Fuchs und der Krebs
Der Fuchs und der Krebs ist ein Tiermärchen (AT 275). Es stand in Ludwig Bechsteins Deutsches Märchenbuch nur in frühen Auflagen. Zudem ist es auch in Österreich und der Schweiz sowie dem estnischen, lettischen, tschechischen, slowakischen und russischen Sprachraum bekannt.

## Inhalt
Der Fuchs macht sich über den langsamen Krebs lustig. Der Krebs schlägt ihm ein Rennen vor, lässt den Fuchs vortreten und hängt sich an seinen Schwanz. Der Fuchs rennt, was er kann. Als er sich im Ziel umdreht, hat der Krebs gewonnen.

## Herkunft
Bechstein nennt als Quelle Maßmann „aus einer Wiener Handschrift“ und Haupts Zeitschrift für deutsches Alterthum I. Vgl. Der Hase und der Igel, Bechsteins Der Hase und der Fuchs.
In Josef Haltrichs Der Fuchs und die Schnecke aus dem Werk Deutsche Volksmärchen aus dem Sachsenlande in Siebenbürgen (Berlin 1856) ist es die Schnecke, die sich an den Schwanz des Fuchses klebt. Gleiches Märchen findet sich in Otto Sutermeisters Kinder- und Hausmärchen aus der Schweiz (Aarau 1869).
Eine estnische Version von Matthias Johann Eisen trägt im Deutschen ebenfalls den Bechsteinschen Titel. Eine weitere Version aus Estland von Jakob Hurt wurde 1889 von Villem Vaher in Otepää aufgezeichnet und erhielt im Deutschen den Titel Der Wettlauf des Krebses mit dem Fuchs. Als Wettkämpfer können auch der Hase und der Igel sowie der Hase und der Grashüpfer auftreten. Mit 12 Varianten kommt das Märchen in Estland nur spärlich vor. Eine lettische Version aus Ojārs Ambainis Werk Lettische Volksmärchen, die aus unveröffentlichtem Material aus dem Bestand der Sektion Folklore des A.-Upītis-Instituts für Sprache und Literatur bei der Akademie der Wissenschaften der Lettischen SSR stammt, wurde im Kreis Ilūkste aufgezeichnet und trägt im Deutschen den Titel Wie der Fuchs mit dem Krebs um die Wette lief. In dem Werk Lettische Märchen und Sagen, Nach Ansis Lerhis-Puškaitis und anderen Quellen zusammengestellt und redigiert von Prof. P. Šmits (Riga 1925–1937, 15 Bände) sind drei Varianten des Märchens hinterlegt, bei Alma Mednes Lettische Tiermärchen (Riga 1940) derer sogar 23. Der Fuchs kann im lettischen auch durch den Wolf, den Hasen oder den Stier ersetzt sein. Statt dem Krebs können auch die Schnecke oder der Igel auftreten.
Eine tschechische Version aus dem Archiv des Volkskundlichen Museums in Prag, die aus der Sammlung Eduard Pecks stammt und 1884 aufgezeichnet wurde, erhielt im Deutschen den Titel Die Füchsin und der Krebs. In dieser verrichtet der Krebs erst die gesamte Feldarbeit, während die Füchsin sich davor drückt, wodurch am Ende die Wette abgehalten wird. Frank Wollmans slowakische Version, die 1934 von J. Štole in Klčov nach der Erzählerin Alžbeta Labancová aufgezeichnet wurde, erhielt im Deutschen den [seltsamen] Titel Krebs und Füchsin um die Wette. Eine kurze russische Version ist unter ihrem deutschen Titel Füchsin und Krebs in Alexander Nikolajewitsch Afanassjews Russische Volksmärchen (Wien, 1906) zu finden.